# Kościół św. Rozalii i św. Marcina w Zagnańsku
Kościół świętej Rozalii i świętego Marcina – rzymskokatolicki kościół parafialny należący do dekanatu zagnańskiego diecezji kieleckiej.

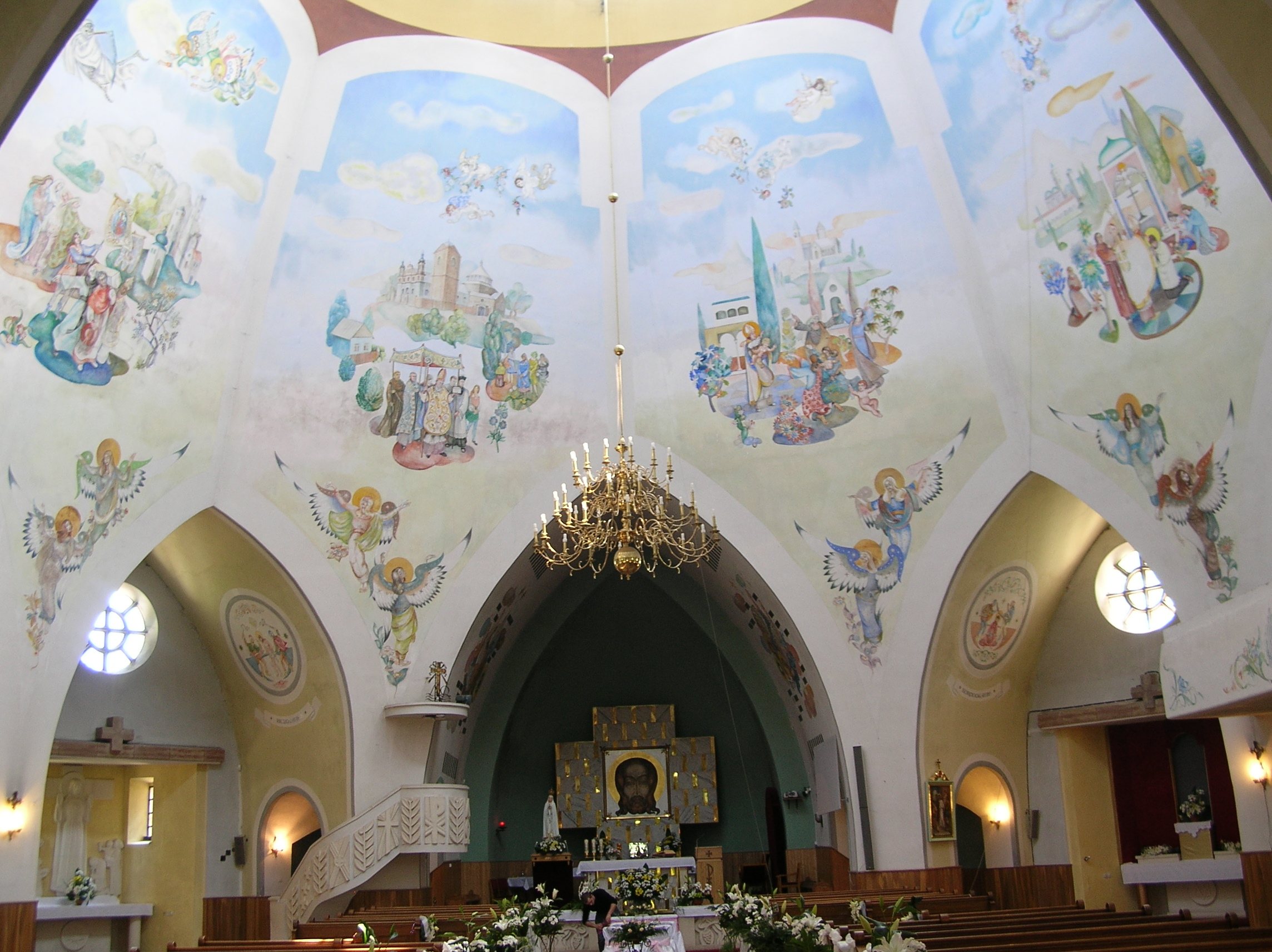
Wnętrze świątyni

Kościół został wybudowany z kamienia. Budowla została konsekrowana przez biskupa Trzebickiego w 1669 roku. Barokowe wnętrze świątyni jest ozdobione dwoma ołtarzami bocznymi, przedstawiającymi patronów kościoła. Świątynia w obecnym kształcie została rozbudowana po zakończeniu II wojny światowej. Nowa budowla przylegająca do starej nawy od strony wschodniej została zaprojektowana przez inżyniera Jana Jamróza z Uniwersytetu Jagiellońskiego w Krakowie. Świątynia wkomponowana w krajobraz jest nakryta kopułą, rozjaśniającą wnętrze wieńcem okien. W 1957 roku rozbudowany kościół został konsekrowany przez biskupa Czesława Kaczmarka. Ozdobą budowli jest polichromia wykonana w 1979 roku. Została zaprojektowana przez profesora Kazimierza Morraya – z pochodzenia Węgra. Na kobaltowym błękicie przedstawieni zostali aniołowie, pełniący różne funkcje względem Świata i człowieka. W kopule zostało ukazane dzieło stworzenia Świata i ukoronowanie Najświętszej Maryi Panny oraz motywy z życia św. Rozalii i św. Marcina. W ołtarzu głównym jest przedstawiony Jezus Chrystus. W ostatnich kilku latach świątynia została gruntownie wyremontowana. Została odnowiona stara nawa razem z ołtarzami, organami i drogą krzyżową, został wyremontowany dach, został położony chodnik wokół kościoła, zostały odnowione dachy hełmowe wież na świątyni oraz elewacja fasady.